# La Bordeta
La Bordeta este un cartier din districtul 3, Sants-Montjüic, al orasului Barcelona.